# Гольшанский, Иван Юрьевич
Иван Юрьевич Гольшанский (ум. 30 августа 1481) — государственный деятель Великого княжества Литовского, князь гольшанский и дубровицкий (1457—1481). Старший сын князя Юрия Семёновича Гольшанского, троюродный брат и подручник великого князя литовского и короля польского Казимира Ягеллончика.

## Биография
В 1457 году после смерти своего отца Юрия Семеновича Гольшанского Иван унаследовал Гольшанское и Дубровицкое княжества. Его младший брат Семен (ум. 1505) получил Степанское княжество.
В 1481 году знатные русско-литовские православные князья Иван Юрьевич Гольшанский, Михаил Олелькович Слуцкий и Фёдор Иванович Бельский, родственники и подручники Казимира, организовали заговор против великого князя литовского. По одной из версий, заговорщики собирались заманить Казимира в Кобрин на свадьбу князя Фёдора Бельского и Анны Кобринской, умертвить его и возвести на великокняжеский престол в Вильно князя Михаила Олельковича Слуцкого. По другой из версий, заговорщики планировали умертвить Казимира, отторгнуть от Великого княжества Литовского и присоединить к Великому княжеству Московскому восточные земли ВКЛ до реки Березина.
Заговор удельных князей был раскрыт в Киеве. По приказу великого князя литовского Казимира были арестованы князья Михаил Олелькович Слуцкий и Иван Юрьевич Гольшанский. Фёдор Иванович Бельский бежал из Литвы в Москву, потеряв своё удельное княжество. 30 августа 1481 года князья князья-заговорщики Иван Гольшанский и Михаил Олелькович были казнены в Вильне. После смерти Ивана Юрьевича его младшие братья Семен (ум. 1505) и Александр (ум. 1511) Гольшанские унаследовали Гольшанское и Дубровицкое княжества.

## Семья
Иван Юрьевич Гольшанский был женат на Анне Михайловне Чарторыйской, дочери князя Михаила Васильевича Чарторыйского. Дети: Авдотья, Агриппина, Юрий (ум. 1536) и Василиса.